# Daniela Edburg
Daniela Edburg (Houston, Texas, 1975) es una artista visual mexicano estadounidense que usa la fotografía como su principal soporte.  
Su obra  ha sido expuesta en el Museo de la Ciudad de México; el Museo de Arte Carrillo Gil; el Museo de Arte de Guandong en Cantón, China; en el Instituto Europeo de Diseño de Madrid, España; el Itaú Cultural de Sao Paulo, Brasil; Centro Cultural Recoleta en Buenos Aires, Argentina; el Museo Nacional de Bellas Artes de Santiago de Chile; el Centro Nacional de Arte Contemporáneo de Moscú, Rusia; el Centro de Arte Santa Mónica de Barcelona, España; el Museo de América en Madrid; Blue Star Contemporary, San Antonio, Texas;  y en el Denver Art Museum.
Sus ficciones fotográficas son el resultado de la colaboración con amigos y conocidos, en los últimos años su práctica se ha extendido a la integración de elementos textiles, y su trabajo hace referencia muchas veces a películas, novelas o a la obra de otros artistas. El enfoque principal de su trabajo es la conexión humana con lo natural a través de lo artificial. 
Daniela Edburg ha creado varias series, entre ellas "Drop Death Gorgeous" (2001-2006), una serie de fotografías en las que mujeres encuentran la muerte consumiendo productos en los que encuentran placer, tales como golosinas o productos de belleza.
Sus piezas forman parte de importantes colecciones como el Museo de Bellas Artes de Boston, el Museo de Arte de las Américas en Washington D. C., el Museo de Arte Latino Americano de California, así como el Museo Astrup Fearnley en Oslo, Noruega, y el Museo del Quai Branly en París, Francia.
Daniela Edburg ha recibido subvenciones del Fondo Nacional para la Cultura y las Artes, el Instituto de Cultura del Estado de Guanajuato y el Museo del Quai Branly de París. Su trabajo ha sido mostrado en Photoquai, 2ª Bienal de Imágenes del mundo en París, Francia, en "Qui Vive?" 2ª Bienal de Moscú Internacional de Arte joven, en la primera Trienal Internacional del Caribe y en el Festival de México Bozar en Bélgica.
Desde 2017, es miembro del Sistema Nacional de Creadores de Arte del Fondo Nacional para la Cultura y las Artes.
Daniela Edburg actualmente vive y trabaja en San Miguel de Allende, Guanajuato, México. 